# Adam Tanner
Adam Tanner (latinisiert Adamus Tannerus; * 14. April 1572 in Innsbruck; † 25. Mai 1632 in Unken bei Salzburg) war ein Jesuit, Theologe der Gegenreformation, Professor der Theologie und Kritiker der Hexenlehre.

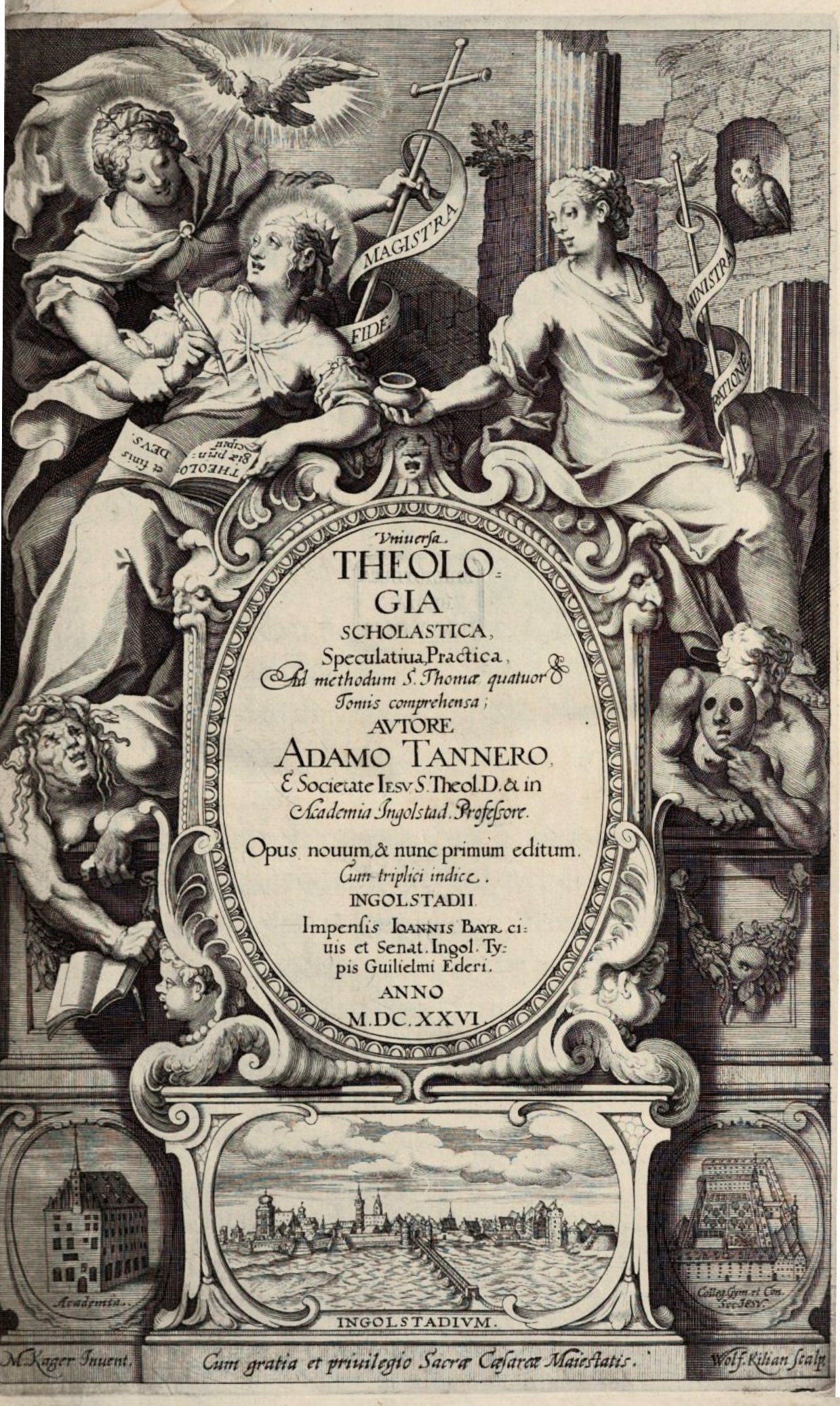
Titelblatt von Tanners Hauptwerk Universa Theologia Scholastica

## Leben
Adam Tanner war der Sohn von Christoph Tanner und von Margarethe Tanner, geborene Kastl (Castl). Er besuchte das Gymnasium in Innsbruck und studierte dann Philosophie und Theologie an der Universität Dillingen und am Jesuitenkolleg Landsberg, wo er sich am 6. Oktober 1590 den Jesuiten anschloss. In Ingolstadt wurde er ein theologischer Schüler Gregors von Valencia. Er beschäftigte sich auch mit den Sonnenflecken und Kometen, wobei er gegen das kopernikanische System war. Ein Werk Tanners richtet sich gegen die Astrologie.
Adam Tanner wirkte 34 Jahre lang als Professor der Theologie in München, 1603 in Ingolstadt, Dillingen, Prag und 1618 in Wien durch Einladung von Kaiser Matthias. Mit Jakob Gretser nahm er 1601 am Regensburger Religionsgespräch teil, an dem er besonderen Anteil hatte. 1627 wurde er auf Vorschlag von Kaiser Ferdinand II. zum Kanzler an der Karls-Universität Prag bestellt. Als seine Hauptwerke gelten die Universa Theologica scholastica (1626–1627) und die Dioptra fidei (Richtschnur in Glaubenssachen).
In mehreren Veröffentlichungen wandte Tanner sich gegen die Hexenverfolgung. Er bejahte zwar die Existenz von Hexen, hielt aber ihre Bestrafung aus Gründen der nicht eindeutigen Beweisbarkeit für unmöglich. Er verlangte, dass bis zum Beweis des Gegenteils von der Unschuld der Angeklagten auszugehen sei. Geständnisse unter der Folter dürften keine Begründung für einen Urteilsspruch sein. Seine Forderungen brachten Tanner mannigfache Anfeindungen ein. So drohten ihm erboste Inquisitoren selber die Folter an.
Er starb in dem Dorf Unken bei Salzburg. Das Grab ist seit einem Umbau der Kirche nicht mehr auffindbar. Der Legende nach hatten die Dorfbewohner ihm vorerst ein christliches Begräbnis verweigert, weil in seinem Nachlass ein Mikroskop mit einem kleinen haarigen Insekt gefunden wurde, das sie für einen „Glasteufel“ hielten. Das Mikroskop hatte er von Christoph Scheiner erhalten.
Auf dem Mond wurde der Tannerus-Krater nach ihm benannt.

## Bibliographie
- Theses theologicae …, Ingolstadt 1595.
- Disputatio theologica de verbo Dei scripto et non scripto, …, München 1599.
- Gründtlicher, ausführlicher Bericht von dem Anfang, Fortgang und Endschaft dess Regenspurgischen Colloquii, so Anno 1601 zwischen den Catholischen eins und der Augspurgischen Confessio zugethanen Theologen anderntheils…, München 1602.
- Apologeticus Adami Tanneri Societatis Iesu Theologi. Pro compendiaria relatione de Colloquio Ratisbonense, anni 1601 …, Mainz 1603.
- Disputatio theologica de divina gratia. …, Ingolstadt 1605.
- Defensionis Ecclesiae Libertatis Libri duo: contra Venetae causae Patronos, …, Ingolstadt 1607.
- Anatomiæ confessionis augustanæ, Ingolstadt 1613.
- Astrologia sacra, Ingolstadt 1615.
- Apologia pro Societate Iesu ex Bohemiae regno: Ab eiusdem regni statibus religionis sub utraque publico decreto immerito proscripta, Wien 1618.
- Adam Tanneri e Societate Jesu Theologi, Dissertatio Peripatetico-Theologica, de Coelis. In qua de Coelorum ortu, interitu, substantia, accidentibus, novis Phaenomenis, …, Ingolstadt 1621.
- Universa theologia scholastica, speculativa, practica ad methodum S. Thomae, 4 Bände, Ingolstadt 1626–1627.